# 行李限额

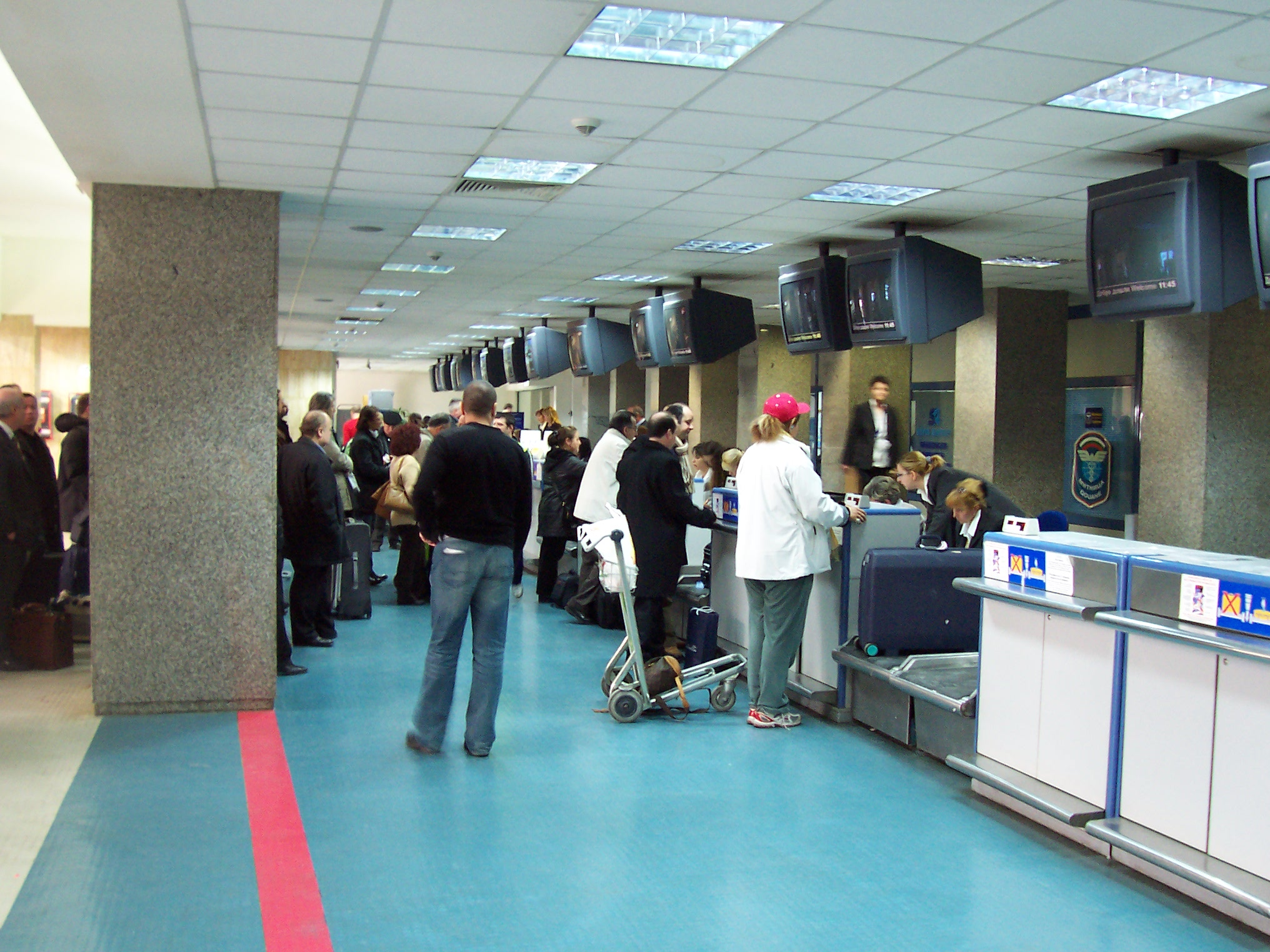
机场里乘客在办理乘机手续时对行李称重

行李限额是在商业运输中，大多数航空公司都会对每位乘客的行李进行限制，即对免费行李件数、重量有严格的限制，超過時需額外支付費用。
根据仓位、会员等级、机票种类、飞行出发地和目的地以及航空公司的不同，行李限额也有所不同。 即使一个航班是和另一个航班一起预订的联程航班，也可能有不同的限额（例如，另一个航班是长途飞行）。 行李限额的确切情况可在网上的机票信息中查到。

## 行李类型
在飞机上，有两种类型的行李并被区别对待：托运行李和随身行李。对于这两种类型的行李，航空公司会对其重量和大小作出规定。
托运行李会被储存在飞机的货舱，通常限制的是其重量。所有检查项目一般由航空公司在办票时完成，如果超过限制，乘客会被航空公司通知。为了避免任何额外费用，乘客通常将一个箱子里的东西放一些到另一个箱子中以平衡重量，或者干脆直接随身携带。
随身行李主要是判断大小，以能放入客艙上方的行李櫃裡面。袋子主要是衡量其尺寸大小（长+宽+高）。航空公司也有可能限制随身行李重量或其他类型的可带上机的物品。

## 国际航空运输协会的规定
国际航空运输协会（IATA）发布了关于限制托运行李和随身行李的建议。一些公司采纳了这些建议，一些采纳了一部分或者没有采纳。
IATA提出的关于行李的建议是：计件制下，行李最大重量为23公斤，计重制下为32公斤，建议最大尺寸，计件制下为长宽高之和158厘米，计重制下为203厘米。有23公斤的限制是因为在现行的健康和安全规定中也有类似的限制，降低工作人員職業傷害的風險。
因为随身行李的多样性，2015年IATA发布了一个关于随身行李尺寸限制的指导意见。意见指出，随身行李的尺寸最大应不超过55公分长、35公分宽、20公分高。如果符合这些要求，则该行李可印上 "IATA cabin OK"的標誌。 这个限制比现行大多数航空公司的限制都更紧，因此带有这个標誌的行李在无论哪儿都能带上飞机。

## 标准概念
现行使用的行李重量限制的概念有两种。

### 计件概念
计件概念下，乘客允许携带一定数量的行李，每个行李的重量不超过经济舱23公斤，商务舱或头等舱不超过32公斤。允许重量每箱子和箱子的数量根据仓位、会员等级、机票种类、飞行出发地和目的地以及航空公司的不同会有所不同。

### 计重概念
计重概念下，允许每位乘客在总重量限制下携带行李，与行李数量无关。在一起旅行的乘客经常结合他们各自的重量限额。总重量限制与航空公司的规定、仓位、会员等级、机票种类、飞行出发地和目的地有关。